# 大塚展生
大塚 展生（おおつか のぶお、1958年1月1日 - ）は、朝日放送テレビ(ABC)の元アナウンサー、政治家。

## 来歴
岡山県玉野市出身、1989年より兵庫県芦屋市在住。青山学院大学文学部フランス文学科を卒業。1981年に朝日放送へアナウンサーとして入社した。ジャンルはラジオパーソナリティー、報道記者、リポーター。その後、『サンデープロジェクト』やドキュメンタリー番組のディレクターを務め、ラジオのニュースデスクや経営部門へも勤務を経験した。
2019年の兵庫県芦屋市議選で初当選。
2023年2月24日、芦屋市民への説明責任を果たさない現市政を批判し、4月に行われる芦屋市長選挙に立候補することを正式に表明したが、支持を広げられず落選した。
※当日有権者数：78,245人 最終投票率：55.11%（前回比：+6.42pts）
| 候補者名 | 年齢 | 所属党派 | 新旧別 | 得票数   | 得票率 | 推薦・支持 |
| -------- | ---- | -------- | ------ | -------- | ------ | ---------- |
| 高島崚輔 | 26   | 無所属   | 新     | 19,779票 | 46.66% |            |
| 伊藤舞   | 53   | 無所属   | 現     | 11,981票 | 28.26% |            |
| 中島香織 | 55   | 無所属   | 新     | 5,671票  | 13.37% |            |
| 大塚展生 | 65   | 無所属   | 新     | 4,958票  | 11.69% |            |